# Brett Gelman
Brett Clifford Gelman (Highland Park (Illinois), 6 oktober 1976) is een Amerikaanse acteur en komiek.  Hij is vooral bekend door zijn rol als Murray Bauman in de horror-bovennatuurlijke serie Stranger Things van Netflix en als Martin in de BBC-komedie Fleabag.